# Virtual Reality Church
Virtual Reality Church, або ж VR Church ( англ. Церква віртуальної реальності) - протестантська п'ятидесятницька релігійна організація, богослужіння якої проходять в віртуальної реальності. Згідно з інформацією міжнародної асоціації National Religious Broadcasters  Є першою у світі повністю наявною в віртуальному просторі церквою  . Богослужіння щотижня відвідують близько 150 душ.

## Історія
Церква була заснована в 2016 році розробниками Брайаном Леопольдом, Алістером Кларксон, який створив мобільний додаток для обміну псалмами, а також експериментувати з прямою трансляцією проповідей в соціальних мережах пастором Девідом Сото. Зараз останній здійснює в Церкві віртуальної реальності регулярні богослужіння, залишивши для цього місіонерську роботу в Редінгу, штат Пенсільванія   . Вони стали першими старійшинами церкви.
З моменту свого заснування VR Church існує виключно на платформі AltspaceVR  20 травня 2018 року в Церкві віртуальної реальності був вперше проведений обряд хрещення повним зануренням: його провів один зі старійшин церкви, Брайан Леопольд   . Однією з відмінностей обряду, що відбувається, стала його тривалість - охрещуваний залишався «під водою» у віртуальному басейні близько хвилини  . 

## Віроучення
Церква використовує апостольський символ віри  в наступному викладі: 
| Оригінал ( англ. ) | Переклад |
| --- | --- |
| We believe in God, the Father Almighty, Creator of heaven and earth; and in Jesus Christ, His only Son, our Lord; Who was conceived by the Holy Spirit, born of the Virgin Mary, suffered under Pontius Pilate, was crucified, died, and was buried. He descended into hell; the third day He arose again from the dead . He ascended into heaven, and sits at the right hand of God, the Father Almighty; from thence He shall come to judge the living and the dead . We believe in the Holy Spirit, the Church, the communion of Saints, the forgiveness of sins, the resurrection of the body and life everlasting. Amen. | Ми віримо в Бога, Отця Всемогутнього, Творця неба і землі; і в Ісуса Христа, Його єдиного Сина, Господа нашого; Який був зачатий Святим Духом, народжений Дівою Марією, страждав за Понтія Пілата, був розп'ятий, помер і був похований. Він зійшов в пекло; в третій день Він воскрес знову з мертвих. Він зійшов на небеса і сидить праворуч Бога, Отця Всемогутнього; звідти Він прийде судити живих і мертвих. Ми віримо у Святого Духа, Церква, спілкування Святих, прощення гріхів, воскресіння тіла і життя вічне. Амінь. |

Крім того, VR Church користується місіонерської методики APEST (Або ж APEPT), розробленої австралійським проповідником Аланом Хиршем.